# Werften in Havelberg
Havelberg bot aufgrund der Lage an der Havel und Nähe zur Elbe sowie des Holzreichtums ideale Voraussetzungen für einen Hafen und eine Werft. Die Zollprivilegien und die Ablieferung seetüchtiger Schiffe der Werften führten über einen längeren Zeitraum zur überregionalen Bedeutung der Stadt.

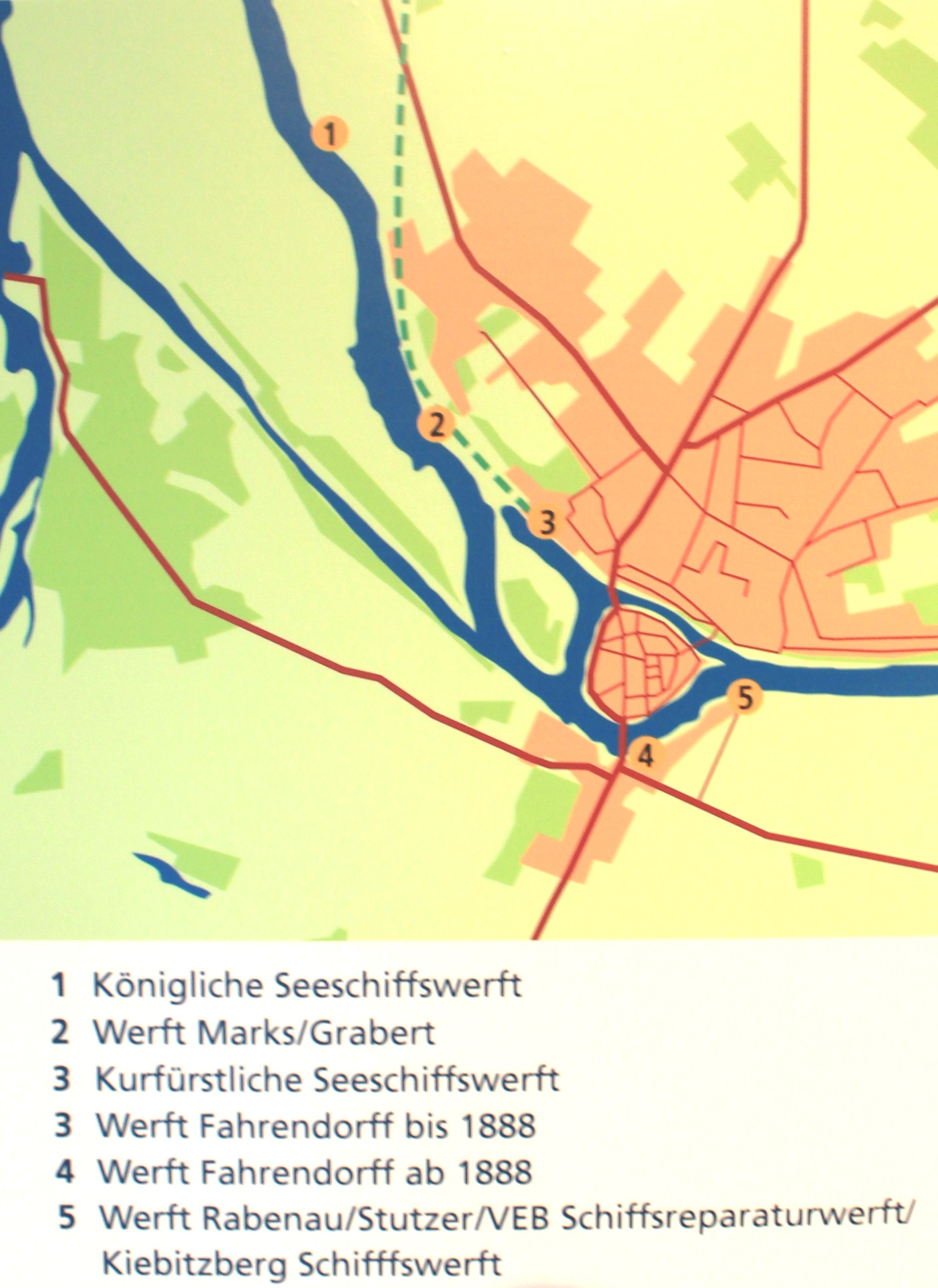
Grabert-Werft in Havelberg

## Geschichte
1687 wurde die Kurfürstliche Werft Havelberg von Benjamin Raule gegründet. Sie wurde von C. Elling geleitet und nach dem Bau von 15 Schiffen 1700 oder 1701 geschlossen.
Die Königliche Seeschiffswerft wurde 1779 in Havelberg von der Königlichen Haupt-Nutzholz-Administration gegründet und von dem schwedischen Schiffbauer Johann Samuel Sepelius geleitet und 1786 geschlossen.
Auf dem Gelände des alten Bauhofes erfolgte 1888 die Gründung der Fahrendorff Werft, die später zur Sandauer Brücke verlegt wurde und 1898 an Wilhelm Stutzer verkauft wurde.
1893 gründeten Robert Marks und Franz Grabert in Havelberg die Grabert-Werft.
Die Rabenau Werft wurde 1801 gegründet und 1870 wurde die Werft vom Neffen Wilhelm Stutzer übernommen. 1953 wurde daraus die VEB Schiffsreparaturwerft, sie bestand in Havelberg bis zur Wende. Sie wurde danach von der Treuhand verwaltet und privatisiert. Die Hamburger Schiffsbauerdynastie Grube übernahm die Werft 1991 und gab sie wegen der Sperrung der Unteren Havelwasserstraße an die Treuhand zurück. 1997 wurde sie vom Tischlermeister Andreas Lewerken und Frau von der Treuhand gekauft und als Kiebitzberg Schiffswerft neu gegründet, die hier u. a. innovative CO2-neutrale Schiffe baut.

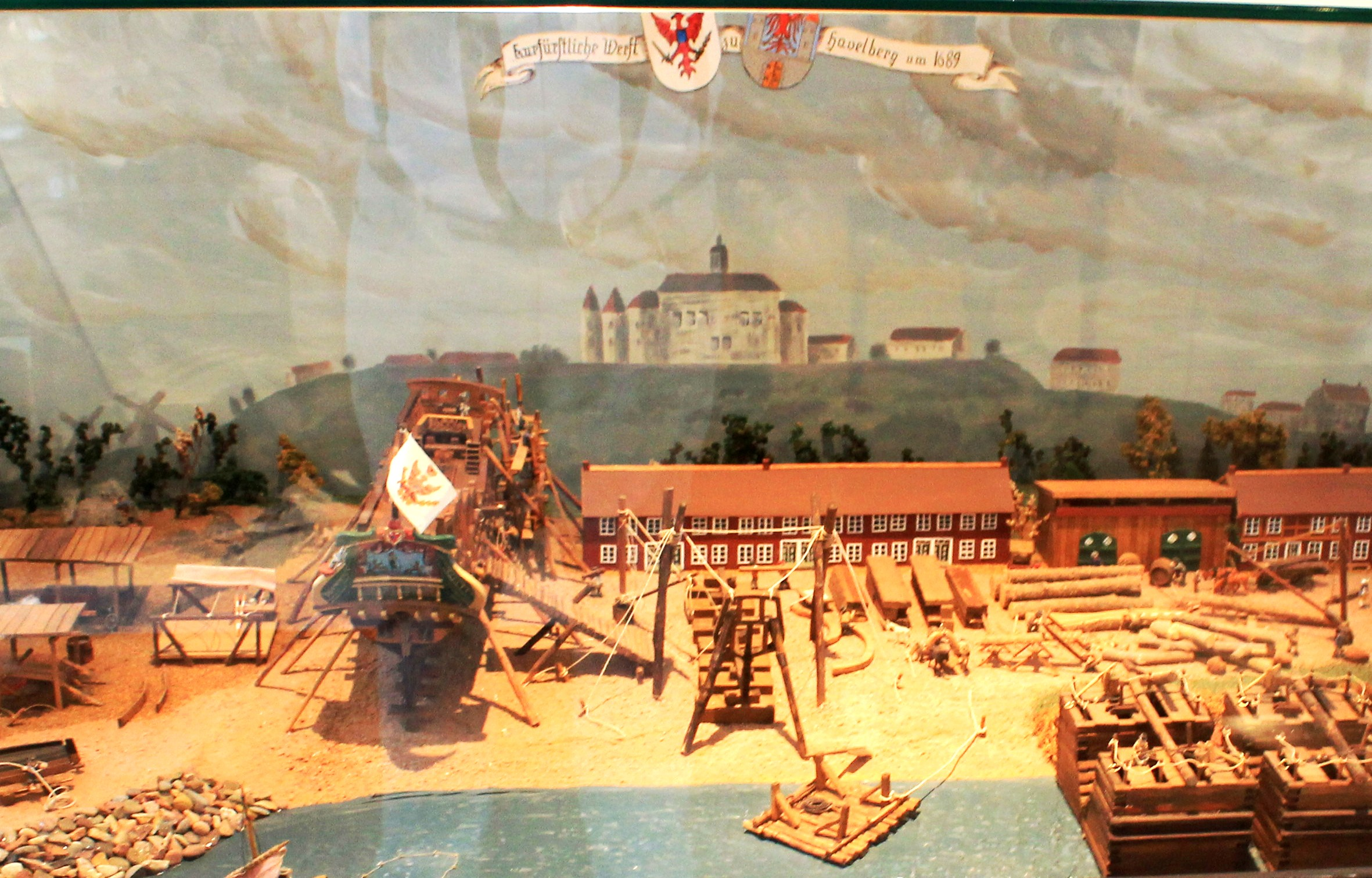
Modell der Kurfürstliche Werft Havelberg im Museum Havelberg

### Kurfürstliche Werft Havelberg
Der niederländische Reeder und Kaufmann Benjamin Raule hatte 1672 im Holländischen Krieg sein Geschäft und sein Vermögen verloren. Er ging um 1675 nach Brandenburg, das sich mit Schweden im Krieg befand. Er bot dem Großen Kurfürsten Friedrich Wilhelm seine Dienste an. Friedrich Wilhelm, seit 1640 Kurfürst von Brandenburg, stammte aus dem Haus Hohenzollern, übergab Raule einen Kaperbrief, der ihm die Kaperung schwedischer Schiffe erlaubte. Brandenburg hatte nur wenig eigene Seestreitkräfte und war dankbar für derartige Hilfe gegen die Seemacht Schweden.

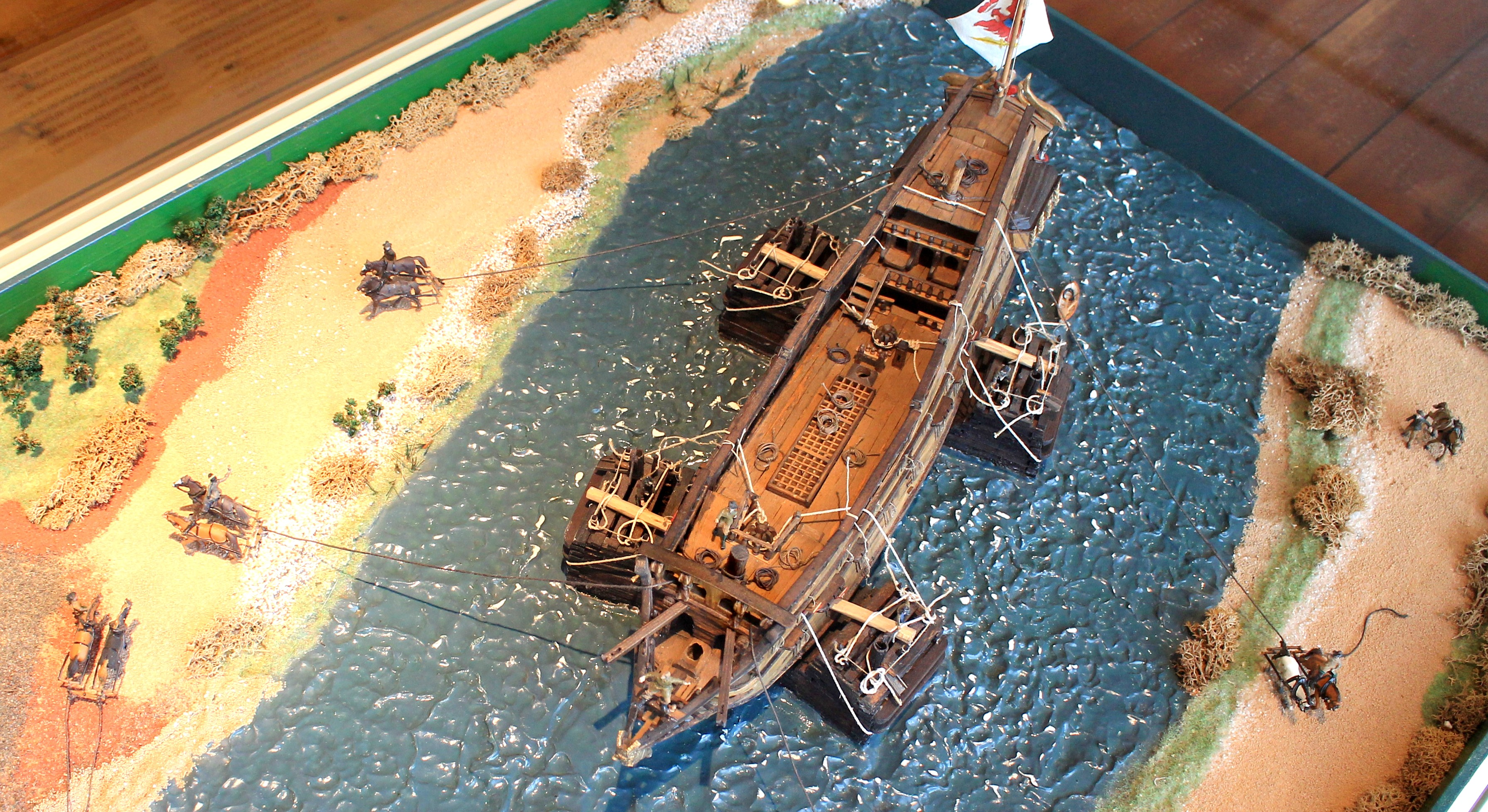
Aufwendiger Schiffstransport von Havelberg nach Hamburg mit Zugpferden und „Kamelen“

Benjamin Raule hatte anschließend in Berlin im Auftrag des Kurfürsten von Brandenburg die kurbrandenburgischen Marine aufgebaut, die bei mehreren Belagerungen 1677 und 1678 erfolgreich eingesetzt wurden. 1680 segelten bereits 28 Schiffe unter der brandenburgischen Flagge. Inzwischen im Rang „Generaldirecteur de Marine“ hatte Raule den Bau eigener Werften angeregt. Beeinflusst von seiner Jugendzeit in Holland, richteten sich auch Friedrich Wilhelms Interessen auf den Aufbau einer eigenen Seeflotte und die Erwerbung von Kolonien. Der Große Kurfürst bezeichnete Schifffahrt und Handel als eine vornehme Aufgaben des Staates und wollte Kolonien in Übersee erwerben.
1677 wurde die 1. Werft in Kolberg als Kurfürstliche Werft Kolberg gegründet. Die Werft wurde 1680 nach Pillau verlegt. Es folgte die Gründung der Kurfürstliche Werft Berlin in Dorotheenstadt 1684 und 1687 die Kurfürstliche Werft Havelberg. Schon in den Jahren zuvor nutzte Benjamin Raule Havelberg als Holzstapelplatz für seinen privaten Holzhandel. Die Werft wurde von C. Elling geleitet und wurde nach dem Bau von 15 Schiffen 1700 oder 1701 geschlossen und 1702 verkauft. Denn der Große Kurfürst Friedrich Wilhelm war 1688 gestorben und seinem Nachfolger Friedrich I. (Preußen) ging das Geld für die Unterhaltung der Schiffe und Kolonien in Afrika und der Niederlassung in der Karibik aus.

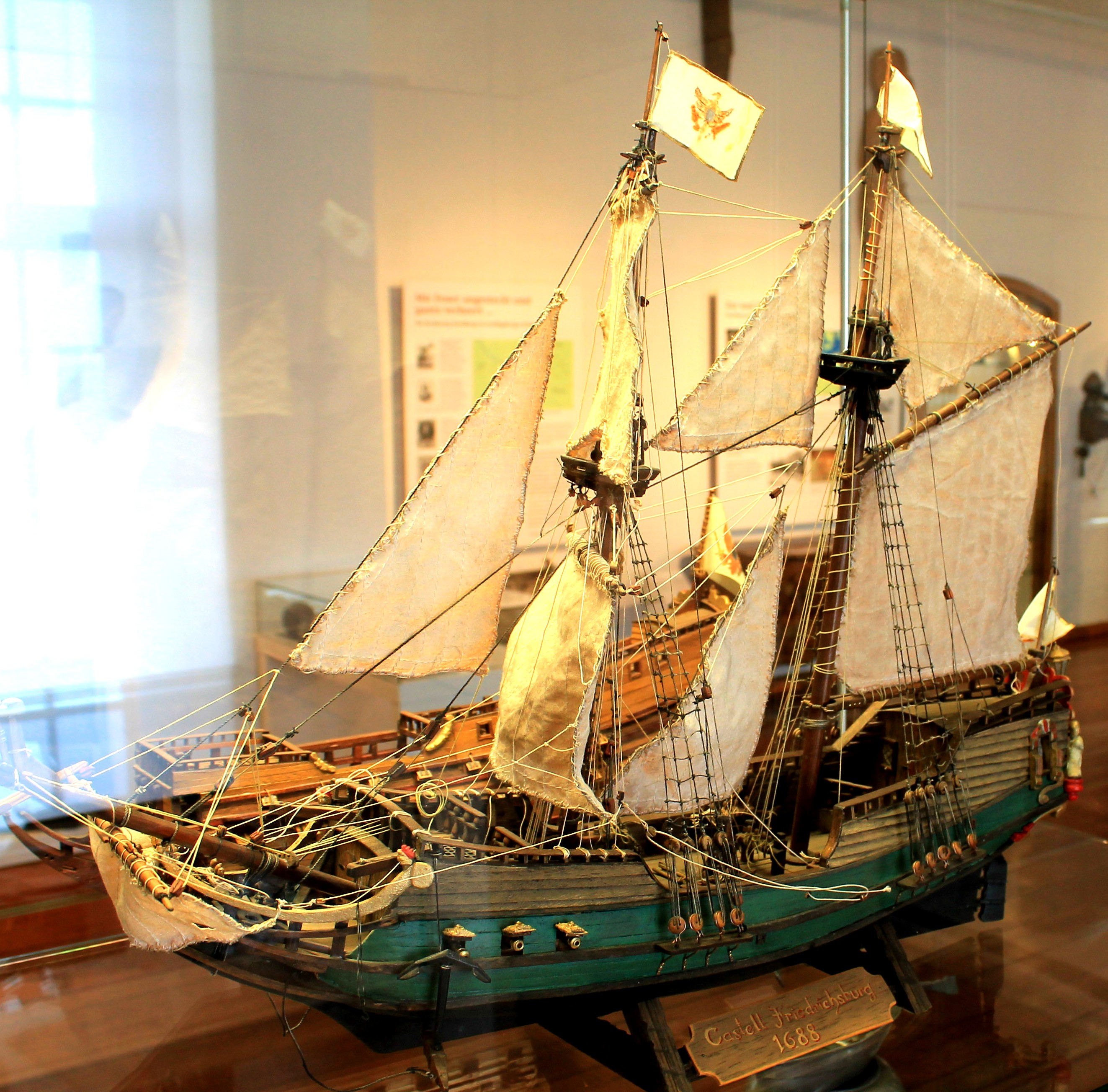
Modell der Kastell Friedrichsburg

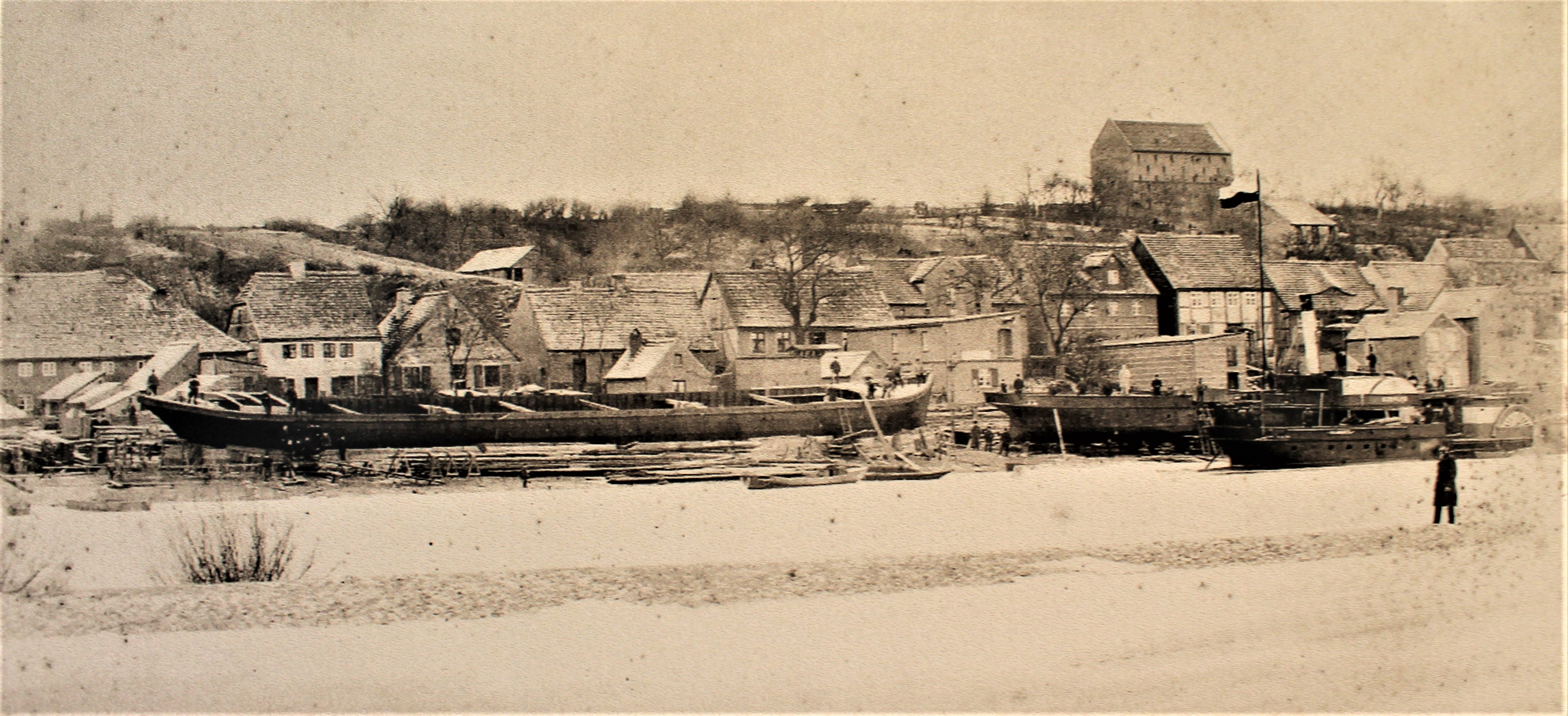
Fahrendorff Werft um 1870

### Königliche Seeschiffswerft
1779 wurde die Königliche Seeschiffswerft in Havelberg von der Königlichen Haupt-Nutzholz-Administration gegründet. Sie wurde vom schwedischen Schiffbauer Johann Samuel Sepelius geleitet. Diese Gesellschaft trieb europäischen Handel besonders mit Eichenholz für den Schiffbau und Balken sowie Bohlen aus Tannenholz. Der Handel wurde über den Stettiner und Hamburger Hafen mit eigenen Schiffen abgewickelt und die wichtigsten Handelspartner befanden sich in England, Holland und Frankreich.
Es wurden 18 größere Schiffe vorwiegend für die Preußische Seehandlung und 6 Heringsbüsen gebaut und abgeliefert.

### Marks/Grabert-Werft
Die Grabert-Werft wurde 1893 von Robert Marks und Franz Grabert in Havelberg gegründet. Auf der Slipanlage der sich an der Havel zwischen den beiden ehemaligen Plätzen der Kurfürstlichen Werft und der Königlichen Seeschiffswerft befindlichen Grabert-Werft wurden vorwiegend Reparaturen für Schiffe aus der Havel- und Elberegion durchgeführt. Marks und Grabert trennten sich 1903 und in der Folgezeit entstanden auf der Grabert-Werft mehrere Neubauten.

### Werft Rabenau, Stutzer
Die Rabenau Werft wurde 1801 gegründet und befand sich bis 1888 auf dem Gelände des alten Bauhofes in der heutigen Bahnhofstraße. 1870 wurde die Werft vom Neffen Wilhelm Stutzer übernommen. Diese Werft hat vorwiegend hölzerne Schuten und Schleppkähne gebaut. Die ursprünglich am Bauhof gelegene Fahrendorff Werft wurde 1898 an Stutzer verkauft. Der auf den Namen Rathenow getaufte Binnenfrachter war der letzte Neubau der Stutzer Werft, wurde 1930 für eigene Rechnung gebaut und hatte 299 t Tragfähigkeit. 1953 wurde die Werft verstaatlicht und in VEB Schiffsreparaturwerft umbenannt. Nach der Wende wurde sie wieder privatisiert und 1993 von Jörg Grube und später von der Kiebitzberg-Gruppe übernommen.

### VEB Schiffsreparaturwerft und Grube Werft
Der VEB Schiffsreparaturwerft bestand in Havelberg ab 1953 bis zur Wende (ab 1980 im Kombinat Binnenschiffahrt und Wasserstraßen). Sie wurde danach von der Treuhand verwaltet und privatisiert. Die Hamburger Schiffsbauerdynastie Grube übernahm 1993 die Werft, sie wurde anschließend von ihrem Sohn Jörg Grube geführt. Grube führte Schiffsneubauten und -reparaturen durch, bis die Untere Havelwasserstraße aus Umweltgründen für die Frachtschifffahrt gesperrt wurde. Durch die ausbleibende Berufsschifffahrt sanken die Aufträge und Grube meldete 1997 Insolvenz an.

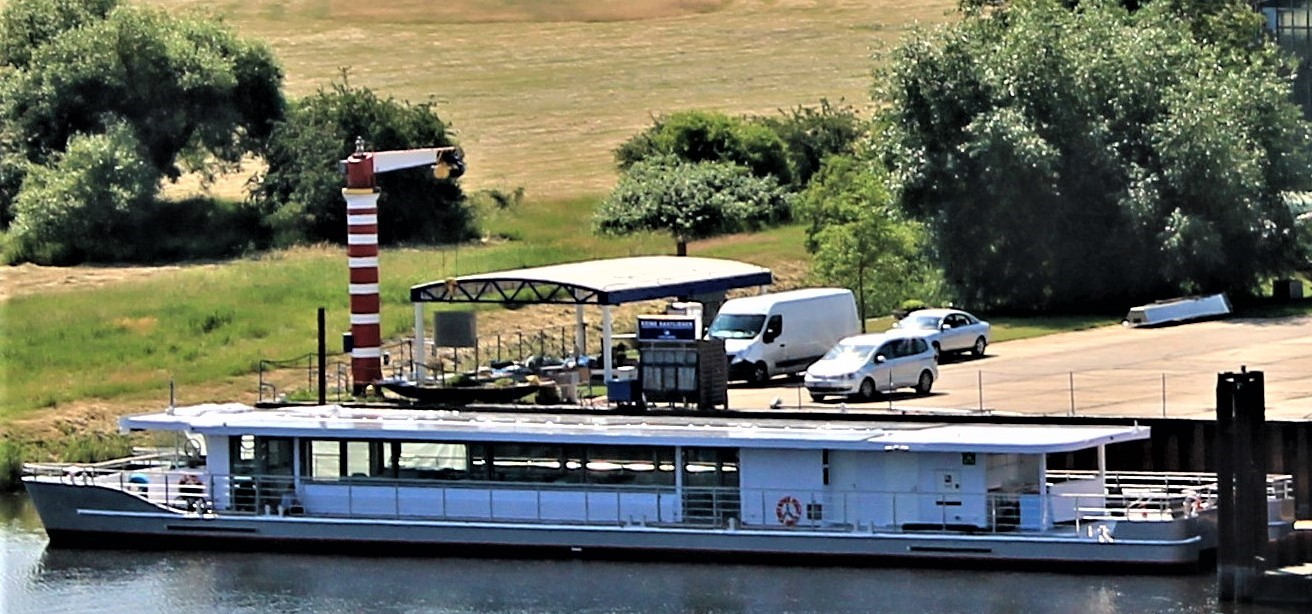
Solarschiff Suncat 120 der Havelberger Kiebitzberg Schiffswerft

## Kiebitzberg Werft
Tischlermeister Andreas Lewerken und Frau Renate kauften die Werft 1998 von der Treuhand und gründeten sie als Kiebitzberg Schiffswerft GmbH & Co.KG neu. Aus der früheren Belegschaft wurde der Schiffbaumeister Ulrich Ahrens, ein Schiffbauer, ein Schweißer und ein Tischler übernommen. Es waren die letzten von vormals 85 Beschäftigten.
Das an der Havel gelegene 28.000 m² große Gelände der Werft wurde entkernt, Gebäude um- und neu gebaut und es entstanden Möbelwerkstätten für Tischlerarbeiten und zur Fertigung von Küchenarbeitsplatten, Waschtischanlagen und Designobjekte für Kunden in ganz Deutschland. Außerdem wurden neue Schiffbauhallen erstellt, die mit modernen Anlagen zur Aluminiumbearbeitung ausgestattet wurden.
Die Werft begann mit dem Schiffsinnenausbau, danach folgten Reparaturaufträge und später der Neubau von Spezialschiffen. 2001 wurde der erste Schiffsneubau abgeliefert und die Werft hat sich zunehmend auf den Bau von Aluminiumschiffen spezialisiert. Aus anfangs drei Mitarbeitern sind bis 2020 über 100 geworden.
2019 und 2020 baute und lieferte die Werft zwei CO2-neutrale Solarschiffe nach Berlin, die für 180 Tagespassagiere ausgelegt wurden. Diese Schiffe wurden von der SolarCircleLine bestellt, einer ausschließlich mit solar-betriebenen Schiffen bestückten Berliner Fahrgastschiff-Reederei, die gemeinsam von den Reedereien SolarWaterWorld und Stern und Kreisschiffahrt gegründet wurde. Dabei handelte es sich um einen Schritt, um Berlins Wasserstraßen umweltfreundlicher zu gestalten.